# Hydrophis semperi
Hydrophis semperi là một loài rắn trong họ Rắn hổ. Loài này được Garman mô tả khoa học đầu tiên năm 1881.